# Иванов, Валерий Сергеевич
Валерий Сергеевич Иванов  (род. 4 ноября 1952, дер. Бураково, Костромская область) — доктор экономических наук, профессор, председатель Попечительского Совета и президент Международной академии бизнеса и новых технологий (МУБиНТ).

## Биография
Родился в деревне Бураково в Костромской области, окончил общеобразовательную школу № 1 в г. Данилове.
В 1978 окончил Ярославский технический институт и в том же году стал руководителем отдела в проектно-технологическом бюро Ярославского транспортного управления.
В 1988 году стал заместителем директора по научной работе в ПТБ «Ярославльавтотранс».
С 1989 года возглавлял Ярославский филиал совместного советско-болгаро-финского предприятия «Новинтех».

В 1992 году основал негосударственное образовательное учреждение высшего профессионального образования (НОУ ВПО) «Международный университет бизнеса и новых технологий (институт)» (до 2008 года официальное наименование вуза) — один из первых негосударственных вузов России.
Как написала известный немецкий журналист Габриеле Кроне-Шмальц в своей книге, "Вопрос стоял так: переделать "старый" университет или основать абсолютно новый? "С западной точки зрения, - сказал Иванов, - гораздо труднее "перестроить" организацию, чем учредить новую".
В 1993 году участвовал в создании центра профессиональной переподготовки военнослужащих, уволенных в запас, «Конверсия» (с 1997 года - Региональный институт профессионального образования ИПК «Конверсия»). В 2003 году удостоен премии Правительства РФ в области образования за инновационную разработку для образовательных учреждений высшего и дополнительного профессионального образования.
Немецкий журналист Габриэле Кроне-Шмальц отметила в своей книге: "ярославская модель предполагает обучение военнослужащих в течение от трёх до семи месяцев, чтобы каждый мог открыть свое собственное дело. "У них нет никакого представления о гражданских профессиях, им нужно очень быстро помочь, потому что им завтра начинать новую жизнь," - сказал Иванов".
В. С. Иванов входит в состав экспертного совета по вопросам негосударственного образования и государственно-частного партнерства в сфере образования.
В. С. Иванов входит в состав рабочей группы по непрерывному образованию взрослых Экспертного Совета при Комитете Совета Федерации по образованию и науке, является членом Совета Ярославской торгово-промышленной палаты

## Научная деятельность
В 1997 году Валерий Сергеевич защитил кандидатскую диссертацию в (МЭСИ).
В 2005 году защитил докторскую на тему «Инновационные подходы к развитию системы образования (региональный аспект)» в Московском государственном университете экономики, статистики и информатики (МЭСИ). В своей работе Валерий Сергеевич предложил инновационный подход к обеспечению устойчивого и поступательного развития системы высшего профессионального образования как составной части региональной социально-экономической системы в контексте мировых и отечественных тенденций развития. В основу теории положены идеи сетевого взаимодействия образовательных институтов и межсекторного социального партнерства образования, бизнеса и власти, призванных в совокупности обеспечить модернизацию мезоуровневой составляющей системы ВПО в контексте общемировых тенденций развития образования и насущных потребностей регионального хозяйства.
В 2011 году на Мировом политическом Форуме в Ярославле представлен проект «Ярославская инициатива», выполненный под руководством профессора В. С. Иванова. В рамках данного проекта созданы уникальные базы знаний, отражающие современные достижения теории и практики эффективного управления, сформировано экспертное сообщество из числа представителей государственных гражданских и муниципальных служащих, руководителей образовательных, научных и общественных организаций, представителей бизнес-сообщества.
В. С. Иванов входит в состав редакционного совета рецензируемого научного журнала «научные и технические библиотеки», рекомендованного ВАК.

## Основные труды

#### Монографии
- Иванов, В. С. Инновационная образовательная среда: предпосылки формирования и тенденции развития : монография / В. С. Иванов, С. В. Иванов. – Ярославль: образовательная организация высшего образования  (частное учреждение)  "Международная Академия  бизнеса и новых технологий (МУБиНТ)", 2012. – 128 с. – ISBN 978-5-9527-0191-5. ISBN 978-5-9527-0191-5
- Предпринимательский университет: слагаемые устойчивого развития: коллективная монография / Под ред. В. С. Иванова; В. Н. Степанов и др. - Ярославль: МУБиНТ, 2017. – 162 с. ISBN 978-5-93002-355-8
- Иванов, В. С. Межсекторное социальное партнерство в региональной экономике / В. С. Иванов, А. В. Гагарина, А. В. Железов; В. С. Иванов, А. В. Гагарина, А. В. Железов; Международный ун-т бизнеса и новых технологий. – Ярославль: МУБИНТ, 2005. – 132 с. – ISBN 5-93002-142-2.

Статьи в ВАК
- Иванов, В. С. Синергетический эффект интегрирования предпринимательских структур в системе управления организациями / В. С. Иванов, Ю. В. Коречков, С. В. Иванов // Финансовая экономика. – 2019. – № 12. – С. 42-45. ISSN: 2075-7786
- Институционализация системы высшего образования в России / В. С. Иванов, Ю. В. Коречков, С. В. Н. И. Иванов, Н. И. Рогов // Теория и практика общественного развития. – 2014. – № 1. – С. 369-373. ISSN: 1815-4964
- Инновационный механизм инвестиционной деятельности интегрированной организации на основе лизинга / В. С. Иванов, Ю. В. Коречков, С. В. Иванов, О. В. Джиоев // Экономика и предпринимательство. – 2014. – № 8(49). – С. 561-565. ISSN: 1999-2300
- Институциональные факторы развития инновационной активности в интегрированных структурах / В. С. Иванов, Ю. В. Коречков, С. В. Иванов, О. В. Джиоев // Интернет-журнал Науковедение. – 2014. – № 2(21). – С. 37. eISSN: 2223-5167
- Иванов, В. С. Коммерческие организации и реализация наследования прав в них / В. С. Иванов, Ю. В. Коречков, М. В. Горячев // Интернет-журнал Науковедение. – 2014. – № 4(23). – С. 123. eISSN: 2223-5167
- Гапоненко, А. Л. Обучение государственных служащих в регионе / А. Л. Гапоненко, В. С. Иванов // Государственная служба. – 2011. – № 4(72). – С. 20-22. ISSN: 2070-8378
- Иванов, В. С. "Библиотеки и образование - 2006" - Вторая международная конференция и выставка / В. С. Иванов, В. В. Юдин, Ю. В. Соколова // Научные и технические библиотеки. – 2006. – № 12. – С. 10. ISSN: 1027-3689
- Иванов, В. С. Носков Владимир Анатольевич / В. С. Иванов // Вестник Костромского государственного университета им. Н.А. Некрасова. – 2005. – Т. 11, № S1. – С. 102-107.

## Общественная деятельность
Иванов Валерий Сергеевич является сопредседателем регионального отделения Ярославской области всемирного русского народного собора, соруководителем проекта «Школа авторской кинорежиссуры Николая Бурляева» в рамках президентского фонда культурных инициатив. 

## Награды
- Почётная грамота Президента Российской Федерации за заслуги в научно-педагогической деятельности, подготовке высококвалифицированных специалистов и многолетнюю добросовестную работу[13]
- Премия Правительства РФ в области образования за инновационную разработку для образовательных учреждений высшего и дополнительного профессионального образования[14]